# Памич, Игор
И́гор Па́мич (хорв. Igor Pamić; род. 19 ноября 1969, Жминь, Истрийская жупания) — хорватский футболист, игравший на позиции нападающего, тренер. Отец футболистов Алена и Звонко Памича. Главный тренер футбольного клуба «Карловац».

## Клубная карьера
Игор Памич начал свою карьеру в «Истре» (Пула) в 1992 году. Затем перешёл в «Динамо» (Загреб), где провёл два сезона перед тем, как отправиться в «Осиек». Покинул чемпионат Хорватии, забив за пять сезонов 57 голов.
Подписал договор с французским «Сошо». Памич покинул «Сошо» в 1997 году и перешёл в немецкую «Ганзу» (Росток). В 1999 году переходит в австрийский ГАК, где играл до конца карьеры, проведя последнюю встречу в 2001 год против венского «Рапида». За ГАК сыграл 66 матчей и забил 23 гола.

## Карьера в сборной
Выступал за молодёжные сборные Югославии (13 матчей, 4 гола). В сборной Хорватии дебютировал в 1996 году в товарищеской встрече с Венгрией, забил в том матче гол. Был в составе хорватской национальной команды на Евро-96 в Англии, сыграл первый тайм встречи с Португалией. За сборную провёл пять матчей и забил один гол.

## Тренерская карьера
С родным «Жминем» в 2003 году выиграл третью лигу в зоне «Запад», но в переходных матчах потерпел неудачу. В 2004 году стал главным тренером «Истры». Под его руководством «Истра» выигрывает вторую лигу и становится командой первой лиги. Возглавлял «Истру» до 2005 года.